# 紙屋信義
紙屋 信義（かみや のぶよし、1966年 - ）は、日本の音楽家、作曲家・編曲家。

## 経歴と活動
佐世保出身。南西ドイツにあるドイツ国立シュトゥットガルト音楽大学でプロテスタントの教会音楽 とパイプオルガンを専攻し卒業する。シュトゥットガルトのアルト・ホイマーデン教会にてオルガニストを勤める。ニュルンベルク国際オルガン週間（ドイツ）、ピストイア夏季オルガン祭（イタリア）に参加。ドイツと日本を中心にオルガン・ソロ、オーケストラ、アンサンブルの共演を多数行い、各地の教会にて聖歌隊の指揮を行う。
帰国後、オルガン演奏と作曲・編曲活動、音楽教育の研究を行う。府中の森芸術劇場および安土文芸セミナリヨ・オルガン講師、千葉大学助教授 、東海学院大学准教授を歴任。パイプオルガンとピアノのための音楽教室「オルゲル音楽院」を東京浅草橋に創設したことが毎日新聞などでも紹介された。日本基督教団加須愛泉教会オルガニストを勤める。ハウステンボス「音楽祭」にてオルガン・ピアノを演奏する。
CD「トッカータとフーガ～ドイツのオルガン音楽」（2007 年）、「カノン×カノン～パッヘルベル・カノン・ヴァリエーション（2009 年）、「マリア×マリア～アヴェ・マリア作品集」（2010 年）、「大フーガ～ドイツのオルガン名曲集」（ 2011 年）、「G 線上のアリア～15 ヴァイエーションズ」（2012 年）、「アダージョ～パイプオルガンで聴く名曲」（2017年）をマイスター・ミュージックよりリリース。著書「風の音に惹かれて～東日本大震災とドイツ放浪」（2016年5月）。著書「バッハが導く内なる覚醒～今ここで宇宙と繋がる名曲63選」（BABジャパン、2023年3月）。音楽教育学術論文を多数執筆。現在、ドイツ・デュッセルドルフ、日本にて作編曲・演奏活動を行っている。

## 演奏作品
マイスターミュージックからCDがリリースされている。
- マイスターミュージック CD紹介-Chamber Musicの項。